# Arrondissement de Château-Gontier
L'arrondissement de Château-Gontier est un arrondissement français situé dans le département de la Mayenne et la région Pays de la Loire.

## Composition

### Composition avant 2016

Délimitation avant 2016.

Avant le redécoupage cantonal de 2014, l’arrondissement de Château-Gontier comprend les cantons suivants :
- canton de Bierné
- canton de Château-Gontier-Est
- canton de Château-Gontier-Ouest
- canton de Cossé-le-Vivien
- canton de Craon
- canton de Grez-en-Bouère
- canton de Saint-Aignan-sur-Roë

### Composition depuis 2016
La composition de l'arrondissement est modifiée à partir du 30 mars 2016 (arrêté du 24 mars 2016) afin de faire correspondre les limites des arrondissements avec celles des intercommunalités.
Depuis 2015, le nombre de communes des arrondissements varie chaque année soit du fait du redécoupage cantonal de 2014 qui a conduit à l'ajustement de périmètres de certains arrondissements, soit à la suite de la création de communes nouvelles. Le nombre de communes de l'arrondissement de Château-Gontier est ainsi de 76 en 2019.
Au 1er janvier 2024, l'arrondissement groupe les 76 communes suivantes :
1. Arquenay
2. Astillé
3. Athée
4. Ballots
5. Bannes
6. La Bazouge-de-Chemeré
7. Bazougers
8. Beaumont-Pied-de-Bœuf
9. Bierné-les-Villages
10. Le Bignon-du-Maine
11. La Boissière
12. Bouchamps-lès-Craon
13. Bouère
14. Bouessay
15. Brains-sur-les-Marches
16. Le Buret
17. La Chapelle-Craonnaise
18. Château-Gontier-sur-Mayenne
19. Châtelain
20. Chemazé
21. Chémeré-le-Roi
22. Chérancé
23. Congrier
24. Cosmes
25. Cossé-en-Champagne
26. Cossé-le-Vivien
27. Coudray
28. Courbeveille
29. Craon
30. La Cropte
31. Cuillé
32. Daon
33. Denazé
34. Fontaine-Couverte
35. Fromentières
36. Gastines
37. Gennes-Longuefuye
38. Grez-en-Bouère
39. Houssay
40. Laubrières
41. Livré-la-Touche
42. Maisoncelles-du-Maine
43. Marigné-Peuton
44. Mée
45. Ménil
46. Méral
47. Meslay-du-Maine
48. Niafles
49. Origné
50. Peuton
51. Pommerieux
52. Préaux
53. Prée-d'Anjou
54. Quelaines-Saint-Gault
55. Renazé
56. La Roche-Neuville
57. La Roë
58. La Rouaudière
59. Ruillé-Froid-Fonds
60. Saint-Aignan-sur-Roë
61. Saint-Brice
62. Saint-Charles-la-Forêt
63. Saint-Denis-d'Anjou
64. Saint-Denis-du-Maine
65. Saint-Erblon
66. Saint-Loup-du-Dorat
67. Saint-Martin-du-Limet
68. Saint-Michel-de-la-Roë
69. Saint-Poix
70. Saint-Quentin-les-Anges
71. Saint-Saturnin-du-Limet
72. La Selle-Craonnaise
73. Senonnes
74. Simplé
75. Val-du-Maine
76. Villiers-Charlemagne

## Démographie
En 2022, l'arrondissement comptait 73 078 habitants.
| 1968   | 1975   | 1982   | 1990   | 1999   | 2006   | 2011   | 2016   | 2021   |
| ------ | ------ | ------ | ------ | ------ | ------ | ------ | ------ | ------ |
| 56 374 | 55 154 | 55 888 | 56 806 | 58 152 | 61 335 | 63 750 | 73 769 | 73 211 |

| 2022   | - | - | - | - | - | - | - | - |
| ------ | - | - | - | - | - | - | - | - |
| 73 078 | - | - | - | - | - | - | - | - |

## Sous-préfets
| Période | Période | Identité                        | Fonction précédente | Observation |
| ------- | ------- | ------------------------------- | ------------------- | ----------- |
|         |         |                                 |                     |             |
| 1800    | 1807    | Laurent-Charles Meignan         |                     |             |
| 1807    | 1810    | Charles-Achille de Vanssay      |                     |             |
|         |         |                                 |                     |             |
| 1819    | 1823    | Antoine Pervinquière            |                     |             |
|         |         |                                 |                     |             |
| 1824    | 1824    | Guillaume-François d'Ozouville  |                     |             |
| 1824    | 1830    | Louis Florent de Bonchamps      |                     |             |
|         |         |                                 |                     |             |
| 1837    | ?       | Édouard-Jacques-Yves Trouessard |                     |             |
|         |         |                                 |                     |             |
| 1990    | 1993    | Claude Martin                   |                     |             |
|         |         |                                 |                     |             |